# Donatus Djagom
Donatus Djagom, né le 10 mai 1919 à Bilas dans la province des Petites îles de la Sonde orientales, est un évêque indonésien,  archevêque d'Ende en Indonésie de 1968 à 1996.

## Biographie
Donatus Djagom a fait une partie de ses années de séminaire à Teteringen avant d’être ordonner prêtre pour la Congrégation de la Société du Verbe-Divin le 28 août 1949.
Il a poursuit ensuite des études à l'Université de San Carlos. À son retour en Indonésie, il lui sera confié un certain nombre de responsabilité au sein de la Société du Verbe-Divin.

### Évêque
Le 19 décembre 1968, Paul VI le nomme Archevêque d'Ende. Il reçoit l'ordination épiscopale le 11 juin 1969 suivant des mains du Nonce apostolique en Indonésie (en), Salvatore Pappalardo.